# ريان مينديش
ريان إسحاق مينديز دا جراسا  (بالفرنسية: Ryan Mendes da Graça)‏ (مواليد 8 يناير 1990) هو لاعب كرة قدم من الرأس الأخضر لعب سابقاً في نادي الشارقة ونادي النصر الإماراتي.

## الأهداف الدولية
أهداف الرأس الأخضر تظهر أولًا.
| #  | التاريخ        | الملعب                              | الخصم    | الهدف | النتيجة | البطولة                         |
| -- | -------------- | ----------------------------------- | -------- | ----- | ------- | ------------------------------- |
| 1. | 8 أكتوبر 2011  | ملعب دا فارزيا، برايا               | زيمبابوي | 2–0   | 2–1     | تصفيات كأس الأمم الأفريقية 2012 |
| 2. | 29 فبراير 2012 | ملعب بلدية ماهاماسينا، أنتاناناريفو | مدغشقر   | 1–0   | 4–0     | تصفيات كأس الأمم الأفريقية 2013 |
| 3. | 16 يونيو 2012  | ملعب دا فارزيا، برايا               | مدغشقر   | 1–0   | 3–1     | تصفيات كأس الأمم الأفريقية 2013 |
| 4. | 16 يونيو 2012  | ملعب دا فارزيا، برايا               | مدغشقر   | 3–0   | 3–1     | تصفيات كأس الأمم الأفريقية 2013 |

## روابط خارجية
- ريان مينديش على موقع قاعدة بيانات كرة القدم.إي يو (الإنجليزية)
- ريان مينديش على موقع ليكيب (الفرنسية)
- ريان مينديش على موقع ناشيونال فوتبول تيمز (الإنجليزية)
- ريان مينديش على موقع Soccerbase.com (لاعب) (الإنجليزية)
- ريان مينديش على موقع Soccerway.com (الإنجليزية)
- ريان مينديش على موقع عالم كرة القدم.نت (الإنجليزية)
- ريان مينديش على موقع AS.com (الإسبانية)